# Cinobaňa
Cinobaňa – wieś (obec) na Słowacji położona w kraju bańskobystrzyckim, w powiecie Poltár. Pierwsze wzmianki o miejscowości pochodzą z roku 1279.
Według danych z dnia 31 grudnia 2012, wieś zamieszkiwały 2362 osoby, w tym 1198 kobiet i 1164 mężczyzn.
W 2001 roku rozkład populacji względem narodowości i przynależności etnicznej wyglądał następująco:
- Słowacy – 94,46%
- Czesi – 0,33%
- Polacy – 0,04%
- Romowie – 4,5%
- Rusini – 0,04%
- Węgrzy – 0,29%

Ze względu na wyznawaną religię struktura mieszkańców kształtowała się w 2001 roku następująco:
- Katolicy rzymscy – 56,9%
- Grekokatolicy – 0,25%
- Ewangelicy – 20,51%
- Prawosławni – 0,13%
- Ateiści – 17,88%
- Przedstawiciele innych wyznań – 0,08%
- Nie podano – 3,75%